# Bispham with Norbreck
Bispham with Norbreck var en civil parish från 1866 till 1918 då den blev en del av Blackpool, i grevskapet Lancashire, i England. Civil parish hade 2 244 invånare år 1911. Bispham with Norbreck var ett distrikt från 1903 till 1918.